# D-glutammato(D-aspartato) ossidasi
La D-glutammato(D-aspartato) ossidasi è un enzima appartenente alla classe delle ossidoreduttasi, che catalizza la seguente reazione:
D-glutammato + H2O + O2 ⇄ 2-ossoglutarato + NH3 + H2O2
L'enzima è una flavoproteina (FAD). Il D-glutammato e il D-aspartato sono ossidati alla stessa velocità. Altri D-aminodicarbossilati, e altri D- ed L-aminoacidi, non sono ossidati.